# Johann Daniel von Fürstenbusch
Graf Johann Daniel von Fürstenbusch (* in Wien; † 1738 in Siebenbürgen) war österreichischer Feldmarschall-Lieutenant, Hofkriegsrat und Inhaber des Infanterie-Regimentes No. 35. Am 28. Juni 1736 wurde er in den Grafenstand erhoben.
Nach Kneschke gehört er zum Adelsgeschlecht Fürstenbusch, nach Ledebur sind er und seine Brüder morganatische Nachkommen von Philipp Wilhelm von der Pfalz.
Johann Daniel erhielt 1690 die Anerkennung des Adels und kam 1700 zur österreichischen Armee. Dort wurde er 1717 Oberleutnant im Infanterie-Regiment No.24 (Starhemberg). Er nahm 1717 an der Belagerung von Belgrad teil und wurde für seine Verdienste dort zum Oberst befördert. Im Krieg der Quadrupelallianz kämpfte er 1718 und 1719 in Sizilien.
1728 wurde er als Kommandeur in das Infanterieregiment No.35 versetzt und Anfang 1730 zu dessen Inhaber ernannt. Am 12. November 1733 wurde er zum Generalfeldwachtmeister und 23. Mai 1734 zum Feldmarschall-Lieutenant ernannt. Während des Polnischen Erbfolgekriegs kämpfte er 1733 bis 1735 mit Auszeichnung in Italien.
Als erfahrener Soldat wurde er 1737 nach Wien beordert und war Mitglied einer Kommission, um den Grafen Harrach und Wallis, die neue Richtlinien für die Infanterie ausarbeitete. Bereits 1737 kämpfte er wieder im 7. Türkenkrieg. 1738 stand er mit Teilen seines Regiments in Siebenbürgen, wo er verstarb.

## Familie
Fürstenbusch heiratete die Freiin Claudia Felizitas Werlin von Werlein († 1731). Das Paar hatte Nachkommen:
- Erasmus Joseph (* 2. Juni 1721) ⚭ 1758 Maria Rosalie von Blida (* 1722)